# Neunhausen
Burmerange är en liten by i nordvästra Luxemburg. Det var en av Luxemburgs kommuner fram till 2011 då den blev infogad i kommunen Esch-sur-Sûre.   Den ligger i kantonen Wiltz och distriktet Diekirch, i den nordvästra delen av landet, 30 kilometer nordväst om huvudstaden Luxemburg.